# P.G. Holmlöv
Per Gunnar Holmlöv, född 13 oktober 1951, är en svensk forskare och tidig IT-debattör. 
Holmlöv var sekreterare för Teldok åren 1981–2006. Han är docent i ekonomisk psykologi och verksam bland annat vid Handelshögskolan i Stockholm, Telia och Teldok.
Holmlöv är far till ishockeyspelaren Elin Holmlöv.

## Publikationer i urval
- Dagspressen och samhället (med Björn Fjæstad, 1977)
- Lokalpressen och lokalpolitiken (1978)
- Lokalpressen och kommunalpolitiken (1978)
- Priset på radio och TV (1982)
- Motivation for Reading Different Content Domains (1982)
- Kabel-TV i Sverige (med Lowe Hedman, 1984)
- Distribution av varor och tjänster i informationssamhället (med Odd Fredriksson och Claes-Robert Julander, 1987)
- Telefaxen och användarna (med Christina Lindberg och Karl-Erik Wärneryd, 1989)
- Adoption and Use of Fax in Sweden (med Karl-Erik Wärneryd, 1990)
- Intelligent Food Distribution Networks in a Common Market Europe (med Odd Fredriksson, 1992)
- An evaluation of using mobile terminals to access culture historical information (med Thomas Nöjd och Björn Lindström, 2005)